# София Мекленбургская (1481—1503)
София Мекленбургская (18 декабря 1481, Висмар, Герцогство Мекленбург-Шверин — 12 июля 1503, Торгау) — дочь герцога Магнуса II Мекленбургского и его жены Софии Померанской; наследная принцесса Саксонии в браке с Иоганном Твёрдым.

## Биография

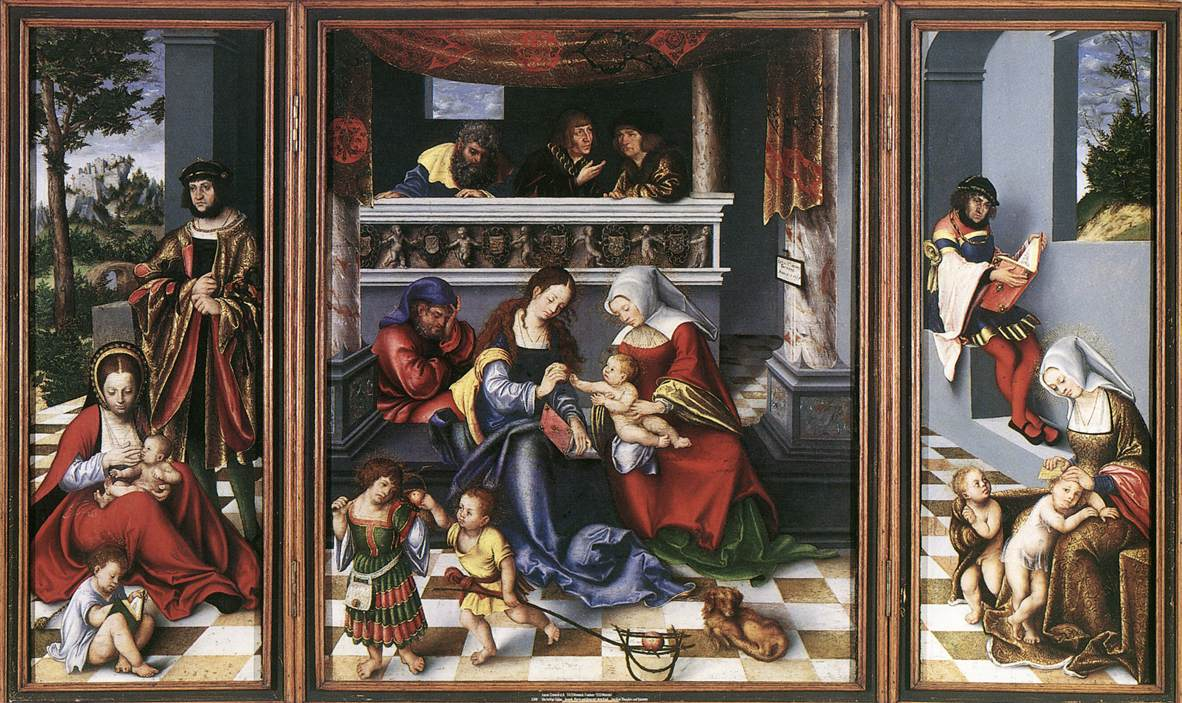
Алтарь Торгау

1 марта 1500 года она вышла замуж за саксонского принца Иоганна. У Иоганна и Софии был один сын:
- Иоганн Фридрих Великодушный (1503—1554), сменивший отца на посту курфюрста Саксонии, в 1527 году женился на Сибилле Клевской (1512—1554).

София умерла вскоре после рождения сына, прежде чем её муж стал курфюрстом. Она была похоронена в городской церкви Святой Марии в Торгау. Её бронзовая надгробная плита была изготовлена Петером Фишером Старшим в его мастерской в Нюрнберге по проекту Якопо де Барбари.
Её вдовец и его брат Фридрих Мудрый воздвигли в её честь алтарь. Он был посвящён Святой Анне и Четырнадцати святым помощникам и был открыт 18 июля 1505 года. Фридрих заказал алтарную часть у Лукаса Кранаха Старшего. Триптих, который сейчас выставлен в Штеделевском художественном институте во Франкфурте и известен как алтарь Торгау, обычно считается тем самым алтарём Софии. Другая картина Кранаха, компактное изображение Четырнадцати святых помощников, осталась в Торгау и теперь находится за её могилой.